# Helena (Biechtiejewa)
Helena, imię świeckie Jekatierina Aleksiejewna Biechtiejewa (ur. 1756 w Zadońsku, zm. 1834 w Kijowie) – rosyjska mniszka prawosławna, święta.

## Życiorys
Pochodziła z Zadońska, była córką generała. Decyzję o wstąpieniu do monasteru podjęła pod wpływem znajomości z miejscowym biskupem, późniejszym świętym Tichonem Zadońskim. W wieku osiemnastu lat opuściła dom rodzinny i udała się do żeńskiego monasteru w Woroneżu, gdzie złożyła wieczyste śluby mnisze, przyjmując imię zakonne Helena.
Mniszka Helena szybko zyskała szacunek wiernych, którzy zwracali się do niej z prośbami o porady duchowe. Wywołało to zazdrość u przełożonej wspólnoty, która wypędziła ją z monasteru i oczerniła. Helena razem z inną mniszką, Eugenią, udała się w okolice Kijowa, skąd mogła regularnie przychodzić na modlitwę do Ławry Pieczerskiej. Następnie obie kobiety zamierzały dołączyć do wspólnoty monasteru św. Flora, jednak zanim to nastąpiło, klasztor został zniszczony w 1811 przez pożar, w którym zginęło ok. 80 jego mieszkanek. Helena wróciła wówczas do Woroneża, jednak tam dowiedziała się, że monaster św. Flora będzie odbudowywany po pożarze i restytuowany. Ponownie udała się do Kijowa. Po pewnym czasie budynek, w którym zamieszkały razem z mniszką Eugenią spłonął ponownie i obie kobiety zamieszkały ponownie poza miastem. Dopiero dzięki pomocy metropolity kijowskiego Eugeniusza mogły wrócić do klasztoru, gdzie Helena pozostała do końca życia. Zmarła w 1834 i została pochowana na terenie klasztoru w trumnie, którą wykonał dla siebie Tichon Zadoński, lecz wbrew swojej woli nie został w niej pochowany.
Nieformalny kult Heleny istniał od końca XIX w., jednak jej kanonizacja nastąpiła dopiero w 2009 na mocy decyzji Świętego Synodu Ukraińskiego Kościoła Prawosławnego Patriarchatu Moskiewskiego. Relikwie świętej wystawione są dla kultu w soborze Wniebowstąpienia Pańskiego w monasterze św. Flora w Kijowie. Helena należy również do ustanowionego w 2011 Soboru Świętych Kijowskich.